# Węgrów
Pour l’article homonyme, voir Węgrów (Basse-Silésie).
Węgrów (prononciation polonaise : [vɛŋgruf]), ou Wengrow en français,, est une ville située à l'est de la Pologne et comptant 12 606 habitants (en date du 31 décembre 2006). 
Située dans la voïvodie de Mazovie depuis 1999, la ville est le siège administratif du powiat de Węgrów et de la gmina de Liw.

## Histoire
Mentionné dans les documents datant de 1414, Węgrów a reçu sa charte en 1441. Entre le XVIe et le XVIIIe siècle, la ville a été un centre important de mouvements réformistes. Après le partage de la Pologne, en 1795, Węgrów est devenue territoire autrichien puis rattachée au grand-duché de Varsovie en 1809. Rattachée au royaume du Congrès soumis à la Russie en 1815, elle redevient ville polonaise indépendante en 1918. 
Pendant la majeure partie de son histoire, la ville a compté une florissante communauté juive, présente au moins depuis le XVIe siècle, estimée à 6 000 personnes en 1939. La communauté juive est exterminée par les nazis pendant la Shoah.

## Personnalités liées à la ville
Personnalités nées à Węgrów :
- Ilona Gierak (née en 1988), volleyeuse polonaise ;
- Stanislav Kossior (1889-1939), homme politique soviétique ;
- Ángel Rosenblat (1902-1984), philologue vénézuélien d'origine polonaise ;
- Adam Ryczkowski (né en 1997), footballeur polonais ;
- Danuta Wałęsa (née en 1949), Première dame de Pologne de 1990 à 1995 ;
- Mariola Zenik (née en 1982), volleyeuse polonaise.

Personnalités mortes à Węgrów :
- Piotr de Goniądz (1525-1573), chef spirituel des Frères polonais ;
- Michelangelo Palloni (1637-1712), peintre baroque toscan.